# Pokojová rostlina
Pokojová rostlina je termín označující skupinu rostlin pěstovaných v umělých klimatických podmínkách v interiérech. Jde o skupinu rostlin, které obvykle nesnášejí výkyvy teplot během roku a zejména zimní chladné počasí. Jako prostorové rostliny se používají zejména rostliny okrasné, protože jejich účel je především estetický, ale také zdravotní a psychický. Ve valné většině případů jde o sukulenty a kaktusy, neopadavé, stálezelené byliny nebo dřeviny, jejichž vzhled je přinejmenším v době květu nebo s plody považován za dekorativní. Pokojové rostliny lze přes teplé období roku tzv. letnit, tedy pěstovat venku nebo v části domu otevřené vlivu počasí. Podle nároků a dalších vlastností jsou dále členěny do specifických skupin.

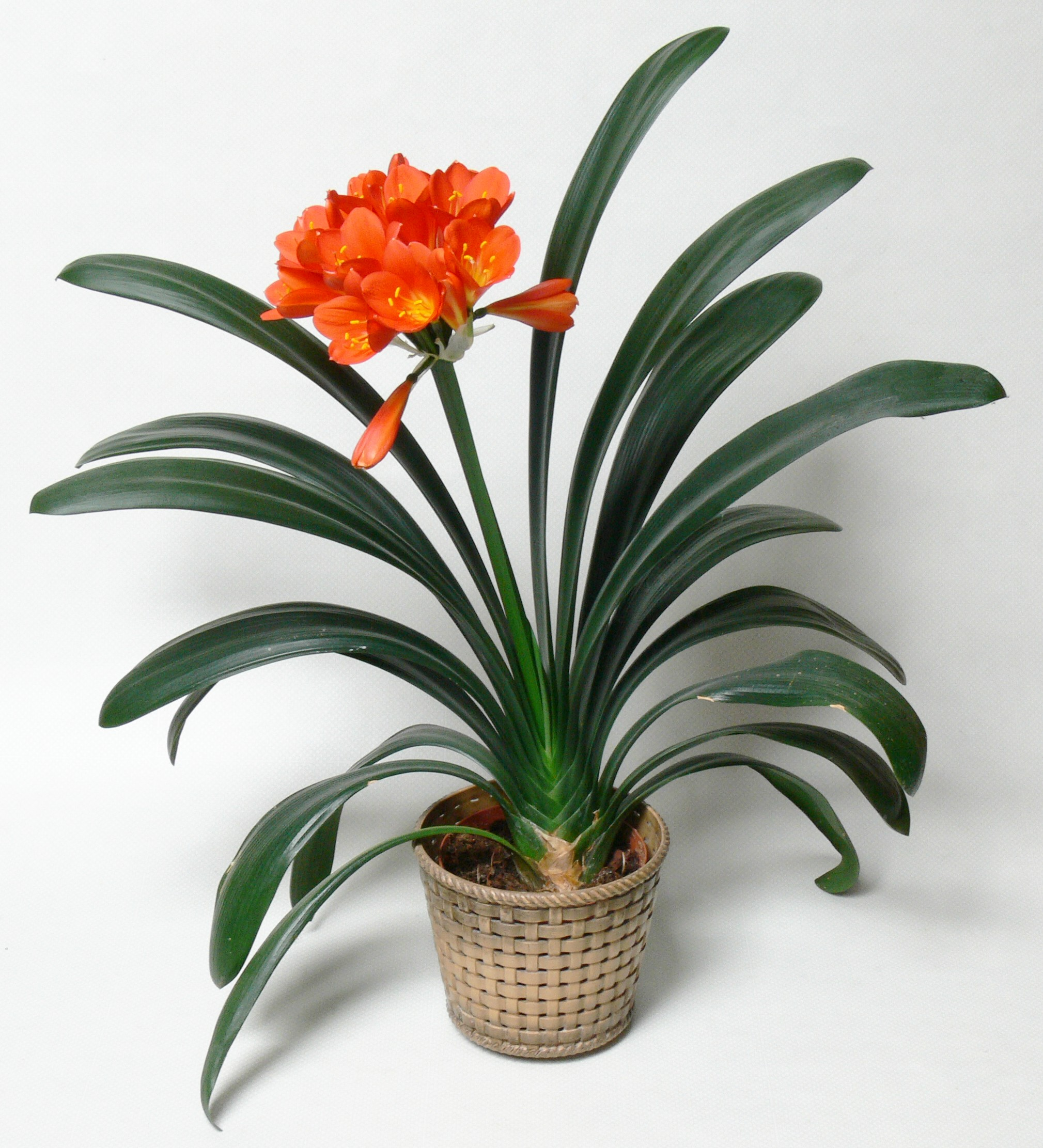
Klasická pokojová rostlina – řemenatka červená (Clivia miniata)

## Kulturní historie

### Raná historie
Staří Egypťané a Sumerové pěstovali okrasné a ovocné rostliny v dekorativních nádobách. Staří Řekové a Římané pěstovali vavříny v hliněných nádobách. Ve starověké Číně byly hrnkové rostliny vystavovány na zahradních výstavách již před více než 2 500 lety.
Ve středověku bylo okrasné zahradnictví omezeno na kláštery. V kuchyňských zahradách se pěstovala zelenina, jako je fenykl, zelí, cibule, česnek, pórek, ředkvičky a pastinák, hrách, čočka a fazole, pokud pro ně bylo místo.

### 15.–16. století
V renesanci dováželi sběratelé rostlin a zámožní obchodníci z Itálie, Nizozemska a Belgie rostliny z Malé Asie a Východní Indie. Starček hranatý byl na Maltu a do zbytku Evropy zaveden v 15. století jako okrasná rostlina.
V 16. století vzrostla fascinace exotickými rostlinami mezi aristokracií ve Francii a Anglii, přičemž vynálezce a spisovatel Sir Hugh Platt vydal v roce 1660 knihu Garden of Eden, která pojednávala o tom, jak pěstovat rostliny v domácnostech.

### 17. století–18. století
Až do 17. století bylo pro střední Evropu známo jen málo důkazů o pěstování pokojových rostlin. Jedním z vysvětlení je nízká životní úroveň. Využití okenního parapetu v obývacím pokoji jako úkrytu pro rostliny znamenalo méně světla, místa pro ukládání a volnosti pohybu. Ani v často tmavých a nevytápěných postranních místnostech se rostliny téměř nevyskytovaly.
Koncem 17. a v 18. století došlo k rozvoji šlechtění rostlin. Rostliny se hojně pěstovaly a badatelé a botanici přivezli do Evropy více než 5 000 druhů z Jižní Ameriky, Afriky, Asie a Austrálie. Tyto novinky byly zakresleny a prezentovány v botanických zahradách a v soukromých dvorních sbírkách. Na počátku měšťanského věku na konci 18. století se květinové stoly staly součástí salonů. Kromě toho v 18. století vzkvétaly školky, v nichž se nacházely tisíce rostlin, včetně citrusů, jasmínů, rýt, vavřínů, myrt, agáve a aloe.

### 19. století
Ve viktoriánské éře se ve střední třídě poprvé objevily pokojové rostliny, které byly vnímány jako symbol společenského postavení a morální hodnoty. Používaly se na oknech, ve wardenských vitrínách, trelážích a stojanech. Oblíbenými se staly exotické a odolné listnaté rostliny, které snášely typické tmavé a útulné prostředí uvnitř viktoriánského domu. K oblíbeným rostlinám této éry patřily palmy (rajské palmy a Chamaedorea sličná), netík, muškáty, kapradiny a kořenokvětka, které se často umisťovaly na okenní římsy a do salónů.
Na konci 19. století již sortiment zahrnoval begonie, orchideje, cinerárie, řamenatku červenou ("klívii"), brambořík a toulitky, ale také listnaté okrasné rostliny, jako jsou kapradiny, jedle bělokoré, okrasný chřest, lilie, hadinec, břečťan popínavý a kaučukovník.

### Počátek 20. století

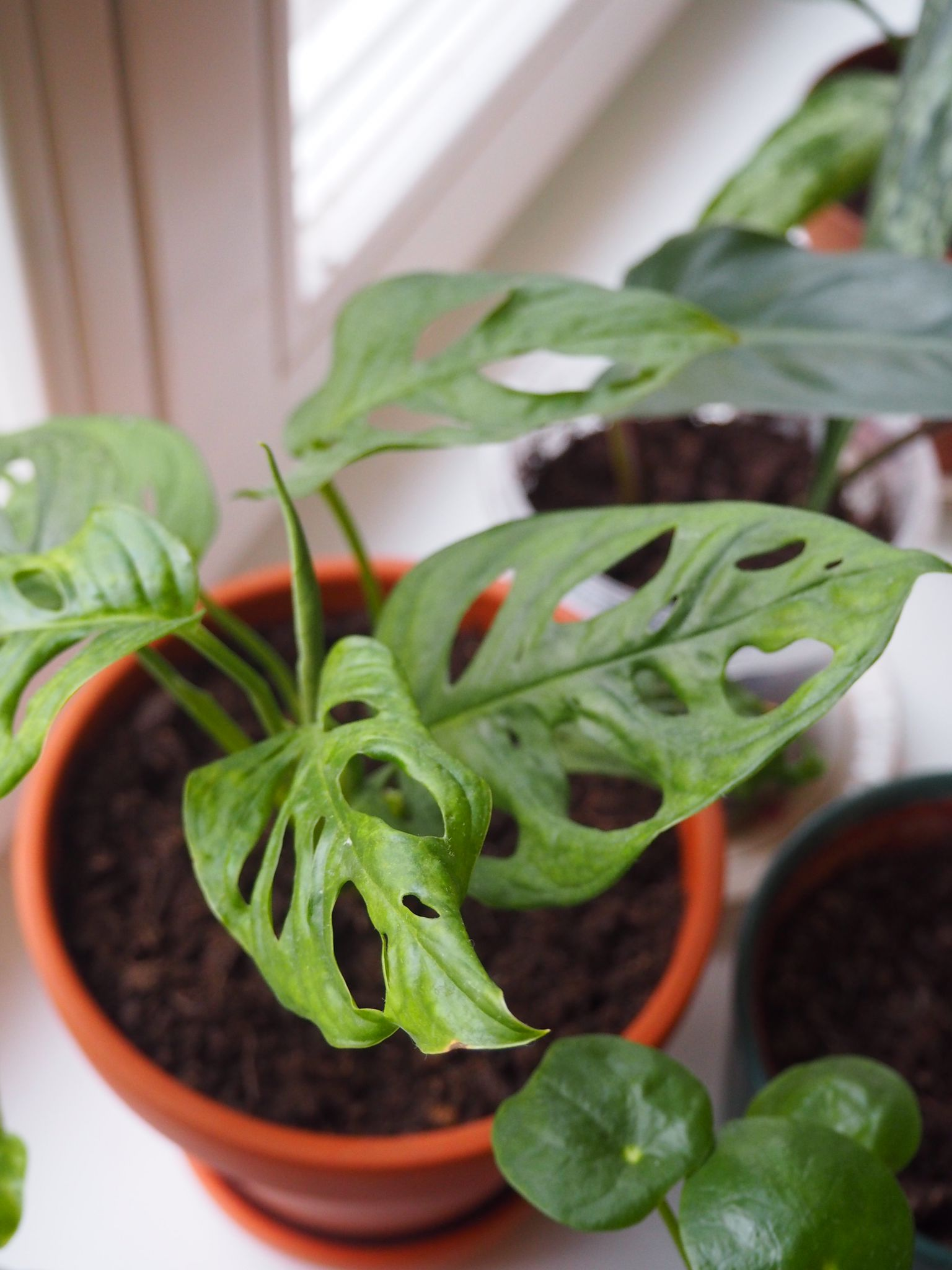
Monstera adansonii

Na počátku 20. století zajišťovala velká okna, často sahající od podlahy ke stropu, plynulý přechod z interiéru do zahrady. Architektonické reformy a vývoj nových postupů výroby skla zajistily použití větších oken a tím i lepší osvětlení obytných místností. Senecio angulatus si získalo oblibu po búrské válce v Queenslandu v eduardovském období, kde bylo koncem 20. století vystavováno v zahradních sloupech v brisbanských novinách.
Na počátku 20. století se pokojové rostliny staly nemoderní vlivem své popularity ve viktoriánské éře, ačkoli šplhavice zlatá, aglaonema, peperomia obtusifolia, ledvinek ztepilý, kaktusy a fíkovník pryžodárný měly skromné zastoupení po celou první polovinu století, ale více po druhé světové válce, kdy se pokojové rostliny opět staly hlavním proudem.

### 50. až 90. léta 20. století
Šplhavice zlatá, monstery, africké fialky a švédské břečťany si získaly oblibu v 50. a 60. letech, kdy se po druhé světové válce opět vrátila móda rostlin. V 60. letech 20. století došlo k zavedení štítků pro péči o rostliny. V 70. letech 20. století se zahradní centra stala všudypřítomnými a v domácnostech se často objevovaly rostliny s velkým množstvím listů v kulisách "interiérové džungle".

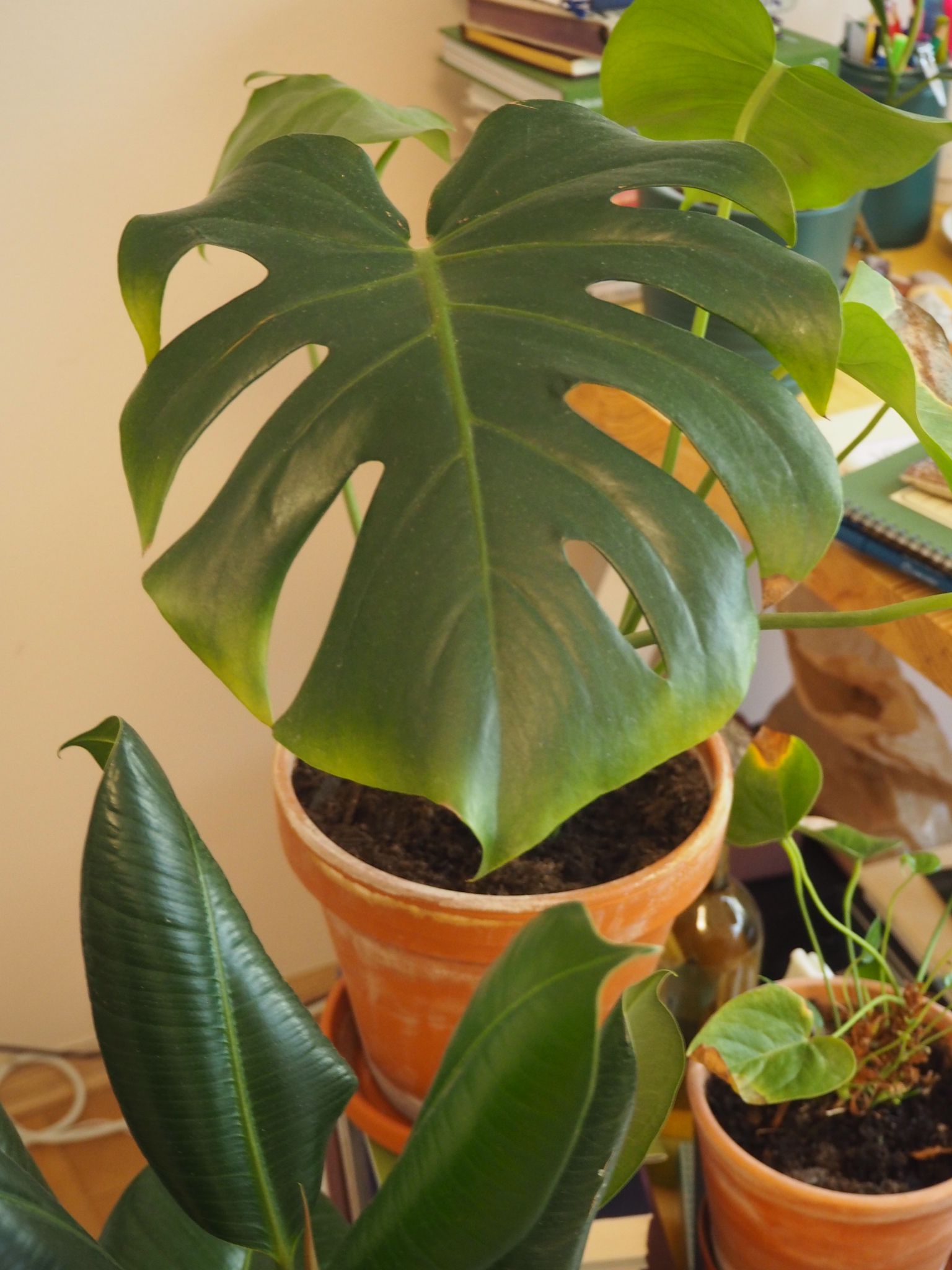
Monstera skvostná (monstera deliciosa)

Rostliny byly v 70. letech velmi módní a patřily k nim například filodendrony, ceropegia woodii, ledvinek ztepilý, šeflera actinophylla, syngonie,voděnka, palmy, gibabis, zelenec chocholatý, fíkovník drobnolistý, fíkus lyrový, dracény, aglaonemy, pilea cadierei a tchýnin jazyk, které byly v tomto desetiletí v domácnostech běžnou záležitostí.
V osmdesátých letech 20. století začal bujný tón v obývacích pokojích slábnout a v módě byla pouze jedna nebo dvě velké botanické rostliny, jako například fíkus nebo juka. Nákupní centra však stále zůstávala vyzdobena bujnými rostlinami. V devadesátých letech 20. století se staly módními orchideje, stejně jako dracény a šplhavice zlaté, které však stále zůstávaly stylové. Devadesátá léta přinesla také vlnu zájmu o umělé rostliny.

### 2000–současnost
V průběhu roku 2000 se dostal do obliby dračinec pruhovaný V polovině druhé poloviny 20. století a na počátku 20. století se jednalo o revivalové desetiletí, kdy byly módní rostliny z dřívějších desetiletí (uvedených výše) oživeny a zpopularizovány sociálními médii (zejména Instagram). Mezi oblíbené pokojové rostliny v těchto desetiletích patří toulcovka, maranta, kulkas zamiolistý, begonie, monstera skvostná, krotony, peperomie, pilea, kykatka, podrostovka, kaktusy, kapradiny a mnohé sukulentní rostliny.
Královská zahradnická společnost (RHS) uvádí, že pokojové rostliny jsou na vzestupu a jejich průměrný prodej v roce 2019 oproti předchozímu roku se zvýšil o 60 %. Tento trend je blízký mileniálům, kteří chtějí do svých městských bytů přenést přírodu a pěstovat něco skutečného. Průzkum RHS naznačuje, že přibližně čtyři z pěti lidí ve věku 16 až 24 let vlastní alespoň jednu pokojovou rostlinu. Hashtag #plantsofinstagram byl použit více než 4milionkrát.
Kromě toho obecný zájem o pokojové rostliny explodoval během pandemie covidu-19 na počátku 20. let. Vzhledem k tomu, že lidé byli nuceni trávit více času doma, mnozí se snažili zaplnit své domovy pokojovými rostlinami. V červenci 2021 byly rostliny na Instagramu zmíněny v průměru více než 3000krát denně a hashtag #plantmom byl použit více než 2,6milionkrát. Mezi oblíbené pokojové rostliny v roce 2021 patřily pothos, monstera albo, kaktus, filodendron, kalatéa, hoja a tchýnin jazyk. Prodej rostlin v roce 2020 byl na historickém maximu, což přineslo obavy o dopad tohoto odvětví na životní prostředí.

## Rozdělení
Podle dekorativnosti lze pokojové rostliny členit na okrasné listem a okrasné květem, nebo podle nároků na:
- studenodomé
- do poloteplých domů (subtropické)
- teplodomé (tropické)

Podobně Hieke rozděluje pokojové rostliny na teplomilné, chladnomilné a středně náročné.
Podle nároku na světlo lze najít skupiny různě náročných rostlin, například Aspidistra, Aucuba a Cissus snáší i přistínění, Adianthum, Anthurium scherzerianum, Sanseviera snesou lépe polostín, Cordyline, Begonia rex a Cyclamen persicum preferují světlé stanoviště, Kalanchoe, Stapelia, Cyperus preferují slunce, ale snesou i polostín, Pelargonium zonale a většina druhů kaktusů a sukulentů vyžaduje plné slunce. Úplný stín nesnáší žádné rostliny pěstované jako okrasné. Situace například v místnostech pro rozloučení se zesnulými je řešena dočasným umístěním (týden) a pravidelnou výměnou rostlin snášejících přistínění (Aucuba) nebo použitím umělých rostlin. Pěstování rostlin pod umělým osvětlením je poměrně nákladné, s ohledem na energii.
Některé rostliny používané jako pokojové se termínují k prodeji v určitém období, jako je Den matek nebo Vánoce. Takové rostliny jsou například cibuloviny nebo Kalanchoe blossfeldiana a Euphorbia pulcherrima (tzv. vánoční hvězda), mnohé jsou ale pěstovány k prodeji po celý rok.
S ohledem na širokou paletu pěstovaných rostlin lze rozdělit pokojové rostliny i podle nároků na zálivku, pH půdy, živiny, nebo složení půdy. Tyto nároky se liší v rámci rodu (Euphorbia, Pelargonium atp.). Pro šíři nároků tak zde nemá smysl se široce zabývat tématem pokojových rostlin s ohledem na jednotlivé nároky, pokud by neměly být jmenovitě uvedeny všechny druhy a jejich nároky.
Stejně jako vlastnosti se podle druhu různí i choroby a škůdci. Podobné jsou projevy fyziologických poškození a chorob. Časté jsou především poškození v souvislosti s nedostatkem světla, zálivky a živin.

## Názvy
U nověji introdukovaných druhů jsou používány častěji názvy odvozené od latinských slov, u dříve introdukovaných druhů jsou často používány neotřelé české názvy. České názvy pokojových rostlin však lze i pro množství synonym a neurčitost považovat spíše za orientační, běžně i mezi pěstiteli, prodejci a zákazníky obvykle nepoužívané.

## Pěstování
Přesazování

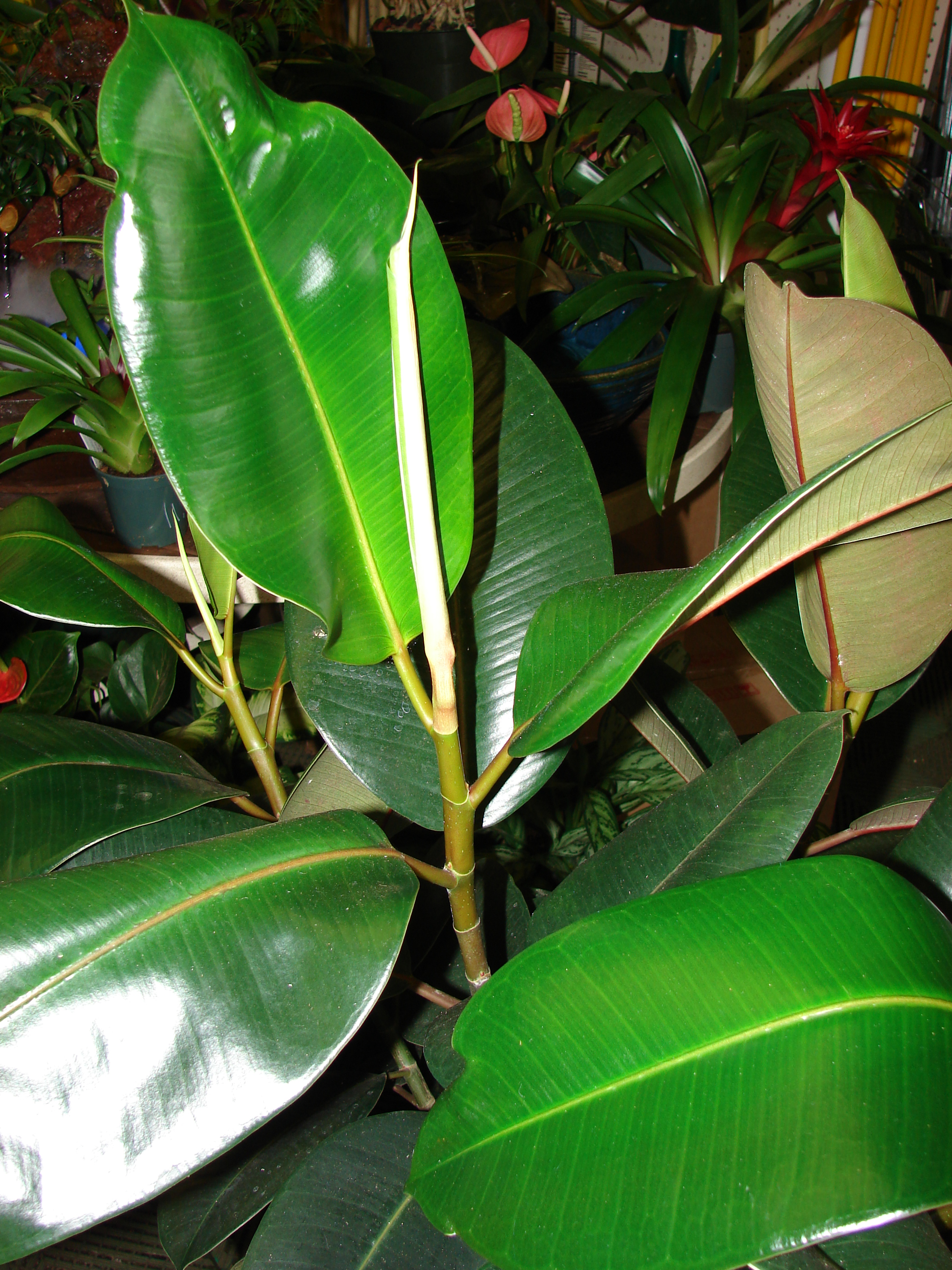
Fíkus pryžodárný, častá pokojová rostlina v Česku

Protože pokojové květiny prorůstají kořeny substrát v nádobě, je třeba jednou za dva roky provést přesazení do větší nádoby a doplnění substrátu. V případě, že přesazení do větší nádoby není možné, provádí se výměna země spojená s omezením kořenů a obvykle také nadzemní části. Takový zásah je nejlépe rostlinami snášen v předjaří. Přesazování obvykle není třeba v případě hydroponie.
Rozmnožování
Většinu pokojových rostlin lze snadno množit vegetativně, přirozeně se ale mohou množit i generativně. Při generativním množení se mohou měnit znaky typické pro odrůdy. Výsevům semen musí v některých případech předcházet skarifikace nebo stratifikace.
Z vegetativního rozmnožování je nejběžnější řízkování, množení bylinnými řízky. Některé druhy v tomto ohledu vyžadují specifické zacházení.
Zálivka
Míra zálivky se odvíjí od nároků druhu. Je preferována zálivka na povrch půdy nebo podmokem, ale rosení listů ve vhodných podmínkách, kdy list nezůstává hodiny vlhký, neovlivní výrazně riziko napadení houbovými chorobami a rostlinám prospívá. Některé druhy rostlin ovšem nelze zavlažovat jinak než na list. Závlaha se musí odvíjet od ročního období a snížená zálivka během vegetačního klidu je někdy nezbytná i pro kvetení.
Hnojení
Rostliny které jsou pěstovány pro kvetení, jsou obvykle náročnější na přihnojení fosforem. Některé rostliny nesnáší živné půdy, jiné chřadnou v chudých půdách. Je tedy důležitý výběr půdy nebo směsi zahradnických substrátů. Náročnější na živiny jsou obvykle rychleji rostoucí rostliny, ale jinak se nároky značně různí. Hnojit lze kapalnými, tedy rychle přijímanými hnojivy do půdy nebo přímo na list, ale i dlouhodobě rozpustnými granulemi, tabletami nebo tyčinkami vkládanými do půdního substrátu. Přehnojení a nevyrovnaná výživa má zásadní vliv na napadení chorobami a škůdci, ale i namrzání.
Nádoby a potřeby pro pěstování pokojových rostlin
K výsevům kapradin se používají sterilní jílové, rašelinové nebo pálené cihly, pro výsevy orchidejí skleněné nádoby s agarem, podobně jako pro meristémové množení.
Hrnky (květináče, kořenáče, kontejnery) jsou vyráběny od průměru 3–40 cm, obvykle z plastu nebo pálené hlíny. Pro palmy jsou nádoby vyšší, pro azalky nižší než průměrné.
Pro stínění jsou používány rákosové stínovky, ale bývají používány i stínovky dřevěné, nebo jutové. K zastínění slunečního záření pronikajícího přes sklo výrazněji prosklených místností lze použít i nátěry, například amarit.
Některé výsadby jsou provedeny v sesazení různých rostlin v sklenících nebo prosklených skříních přiléhajících k oknu, včetně jejich aranžmá. Této úpravě musí odpovídat nádoba na půdu a způsob hydroizolace a tepelné izolace okolí, kvůli pronikání vlhkosti a srážení vody.

## Vliv pokojových rostlin na znečištění vnitřního ovzduší
Pokojové rostliny snižují složky znečištění ovzduší v místnostech, zejména těkavé organické látky (VOC), jako je benzen, toluen a xylen. Uvádí se, že tyto těkavé organické látky se s přítomností pokojové rostliny snižují přibližně o 50-75%. Tyto sloučeniny jsou odstraňovány především půdními mikroorganismy. Některé testy čištění benzenu pokojovými rostlinami si všimly, že rostliny mohou benzen pohltit, přeměnit a poté jej přeměnit na uhlík pro další použití.  Rostliny také mohou z vnitřních prostor odstraňovat oxid uhličitý. Tento účinek zkoumala NASA pro použití ve vesmírných lodích. Rostliny také snižují množství mikrobů ve vzduchu a zvyšují vlhkost vzduchu.
Ve vnitřních prostorech se těkavé organické látky vyskytují obvykle ve větším množství než ve venkovním prostředí, což je způsobeno emisemi z interiérových zdrojů. Bylo identifikováno více než 350 takových těkavých organických látek, které jsou původci "syndromu nemocných budov". Mezi příznaky tohoto onemocnění patří: podrážděné oči, nos nebo hrdlo, bolesti hlavy, ospalost a dýchací potíže. Tyto příznaky nemusí být vždy přítomny, ale přesto může chronická expozice vést k nesoustředěnosti a dalším zdravotním problémům, jako je astma a srdeční choroby. Obyvatelé měst tráví až 90 % času ve vnitřních prostorech, takže jsou vystaveni vyššímu riziku, že se u nich projeví nepříznivé účinky znečištěného ovzduší v interiéru.
Mezi běžné rostliny používané k nápravě škodlivin ve vnitřním ovzduší patří např.: břečťan popínavý, toulcovka, aglaonema, palma zlatá a chryzantéma. Existuje několik studií, které uvádějí rostlinný mikrokosmos jako mechanismus snižování těkavých organických látek v interiéru. Bylo také prokázáno, že i kořeny pokojových rostlin odstraňují těkavé organické látky. Zpravidla ale platí, že rostliny musí danou plynnou látku pohltit skrze své průduchy, aby ji pak odstranily. Především je to ale půdní mikrokosmos, který poskytuje pohlcování znečišťujících látek.

## Psychologické účinky

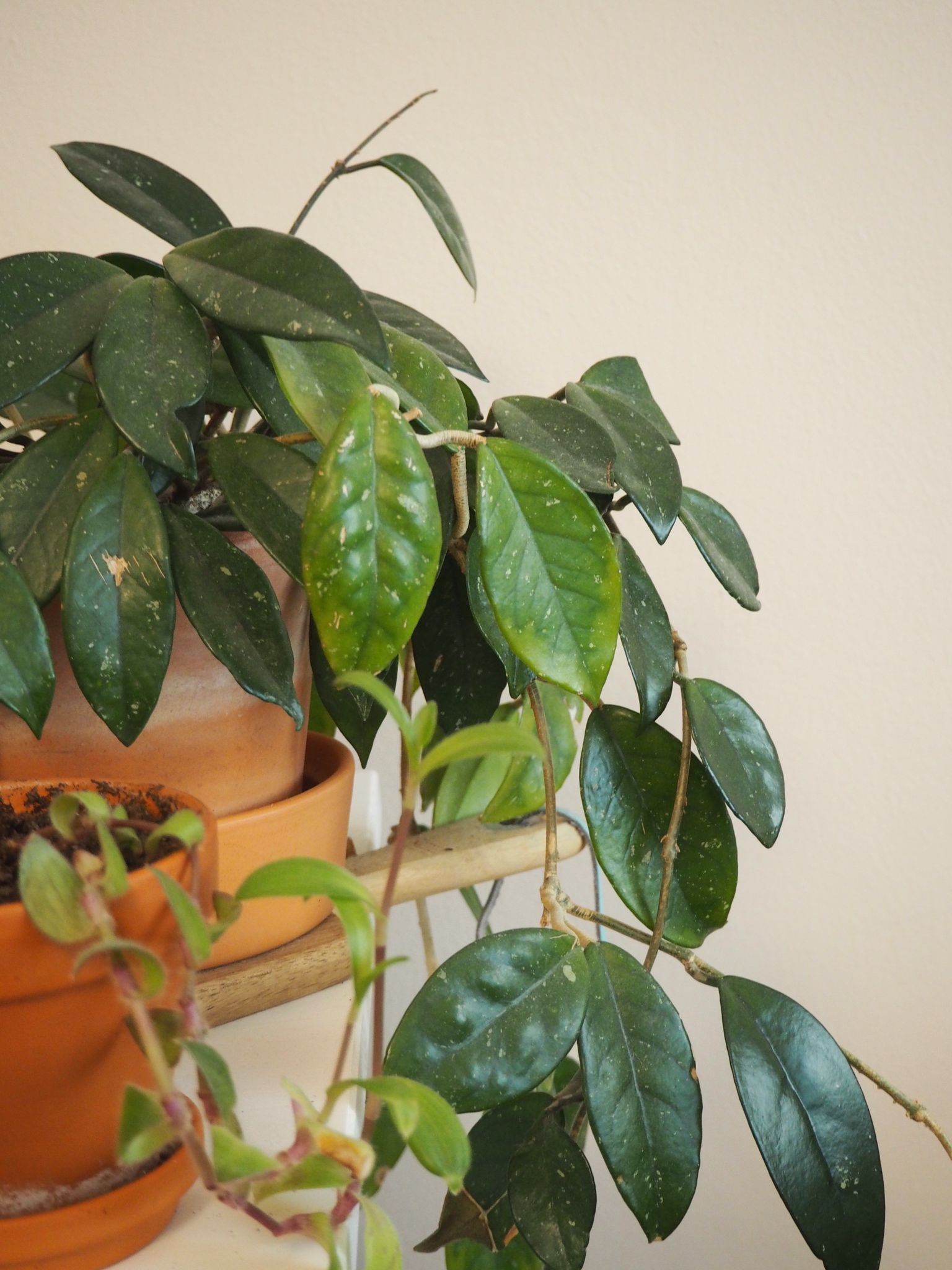
Hoja masitá (Hoya carnosa), v popředí - Voděnka (Tradescantia)

Studie z roku 2015 ukázala, že aktivní interakce s pokojovými rostlinami může snížit fyziologický a psychický stres. Kritický přehled experimentální literatury dospěl k závěru, že recenzované studie naznačují, že pokojové rostliny mohou poskytovat psychologické účinky, jako je například snížení stresu. Vykazovaly však také značnou heterogenitu v metodách a výsledcích. Studie má proto silné výhrady k obecným tvrzením, že pokojové rostliny způsobují příznivé psychologické změny. Zdá se, že přínosy jsou závislé na kontextu, v němž se s pokojovými rostlinami setkáváme, a na vlastnostech lidí, kteří se s nimi setkávají.
Fenomén biofilie vysvětluje, proč mají pokojové rostliny pozitivní psychologické účinky. Biofilie popisuje podvědomou potřebu člověka být ve spojení s přírodou. A proto jsou lidé fascinováni přírodními úkazy, jako jsou vlny nebo oheň. Vysvětlují také, proč může mít zahradničení a pobyt venku léčivé účinky. Mít rostliny ve vnitřních obytných prostorách může mít pozitivní účinky na fyziologické, psychologické a kognitivní zdraví.

## Dopad na životní prostředí
Pokojové rostliny původně nepochází z Evropy, ale cestují k nám ze všech koutů světa a jejich přeprava představuje významnou ekologickou stopu tzv. "plant miles". Květinový průmysl je často závislý na rostlinách, které byly dovezeny z jiných míst. Oblíbenou destinací pro pěstování rostlin je Holandsko a většina orchidejí se pěstuje v Indonésii. Keňa a Zimbabwe jsou také velkými vývozci rostlin. Protože se mnoho rostlin dováží ze zámoří, jejich přeprava představuje značnou ekologickou stopu. Větším problémem u pokojových rostlin z Holandska je energie potřebná k vytápění skleníků, v nichž se pěstují. Přesto jsou obrovské průmyslové skleníky v Holandsku úspornější než menší a mnohé z nich nyní fungují na geotermální energii s cílem dosáhnout do roku 2040 uhlíkové neutrality.
V celém procesu obalové logistiky navíc vzniká velké množství jednorázových plastů a kontejnerů, které jsou velmi těžko recyklovatelné – zejména černé plasty – a často končí na skládce nebo jsou spáleny. Další etický problém je substrát, neboť ve většině používaných substrátů pro pokojové rostliny najdeme složku rašelinu. Pro pokojové rostliny je totiž rašelina ideální z hlediska schopnosti zadržování vody a snižování hladiny pH, avšak se dá v substrátech nahradit. Jedná se však o neobnovitelný přírodní zdroj, který vzniká v cenných ekosystémech a je považován za vydatný pohlcovač oxidu uhličitého v přírodě. Rašeliniště uchovávají třetinu světového půdního uhlíku a jejich těžbou a využíváním se uvolňuje oxid uhličitý, hlavní skleníkový plyn, který způsobuje změnu klimatu. Největší riziko pro životní prostředí představují požáry rašelinišť, k jednomu takovému došlo v roce 2015 v Indonésii na půdě vykácené pro plantáže.

## Toxicita
Některé rostliny pěstované v interiérech, například diffenbachie, mohou být dráždivé nebo mít významný obsah toxických látek. U takových rostlin je třeba používat přiměřené ochranné pomůcky při péči a děti na nebezpečnost jedovaté rostliny důkladně upozornit a vysvětlit bolestivé následky otravy. V případě chování zvířat je třeba předcházet otravě nepěstováním takových druhů rostlin, které mohou způsobit otravu zvířete, nebo zcela spolehlivou izolací rostliny a zvířete.